# Jaden
Jaden est un prénom épicène (majoritairement masculin), porté surtout aux États-Unis.

## Personnalités
Pour les articles sur les personnes portant ce prénom, consulter les listes générées automatiquement pour Jaden